# Klaus Thielmann

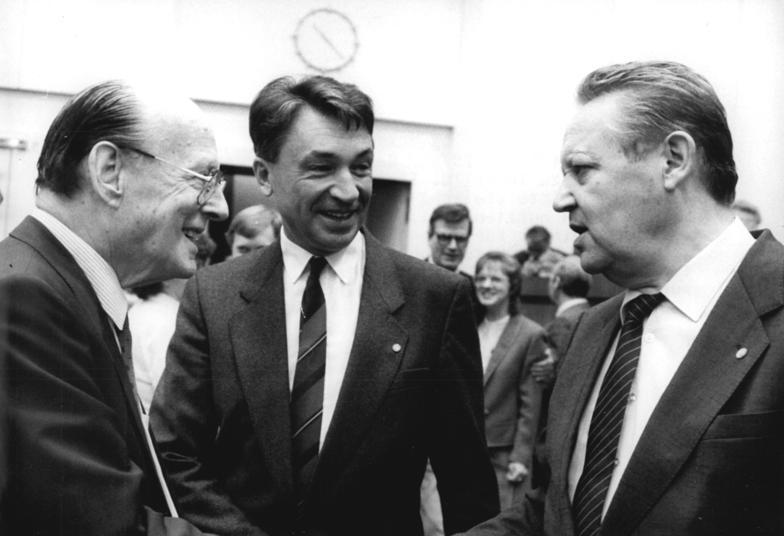
Manfred von Ardenne, Klaus Thielmann und Günter Schabowski (von links nach rechts), bei der 10. Volkskammertagung, 24. Oktober 1989

Klaus Thielmann (* 29. Oktober 1933 in Pulsnitz; † 25. Januar 2024) war ein deutscher Mediziner, Hochschullehrer und Politiker (SED) sorbischer Herkunft. Er war von Januar 1989 bis zum April 1990 Minister für Gesundheits- und Sozialwesen der DDR.

## Leben
Thielmann wuchs als Sohn einer Arztfamilie in Quoos auf, legte sein Abitur an der Sorbischen Oberschule in Bautzen ab und studierte Medizin von 1952 bis 1957 an der Karl-Marx-Universität Leipzig und der Medizinischen Akademie Erfurt. 1957 wurde er zum Dr. med. promoviert, war ein Jahr Assistenzarzt am Bezirkskrankenhaus Stralsund und von 1958 bis 1959 Schiffsarzt bei der Deutschen Seereederei (DSR). Von 1959 bis 1963 arbeitete Thielmann als wissenschaftlicher Assistent an den Instituten für Physiologische Chemie der Universitäten Greifswald und Jena.
An der Friedrich-Schiller-Universität Jena wurde er 1963 zum Oberarzt ernannt und nach seiner Habilitation 1965 zum Hochschuldozenten. Von 1968 bis 1971 war Thielmann Gastprofessor am Centro Nacional de Investigaciones Científicas (CNIC) in Havanna (Kuba). 1974 wurde er zum ordentlichen Professor an der Medizinischen Akademie in Erfurt berufen und war dort von 1976 bis 1982 Prorektor für Naturwissenschaftliche und Medizinische Forschung. Thielmann trat 1978 in die Sozialistische Einheitspartei Deutschlands ein. 1982 wurde er zum Stellvertreter des Ministers für Hoch- und Fachschulwesen berufen, im Januar 1989 zum Minister für Gesundheitswesen. Damit war Thielmann der einzige Sorbe, der je in der DDR einen Ministerposten bekleidete.
Seit dem 20. November 1989 gehörte er in gleicher Funktion der Regierung Modrow an. Sein Ministeramt endete im April 1990 nach der in der DDR erstmals durchgeführten freien Wahlen durch Bestimmung eines Nachfolgers. Danach war er bis Oktober 1991 ordentlicher Professor am Institut für Pathologie der Medizinischen Fakultät (Charité) der Humboldt-Universität zu Berlin. Von 1992 bis 1994 war Thielmann im Auftrag der Europäischen Bank für Wiederaufbau und Entwicklung (EBRD, London) als Management-Berater an der Internationalen Finanz- und Bankschule in Moskau tätig, von 1994 bis 1997 in gleicher Mission am Regionalen Bank-Trainingszentrum für die zentralasiatische Region Usbekistan, Kirgisien und Tadschikistan in Taschkent. Von 1998 bis 2001 leitete Thielmann in Moskau ein EU-Projekt zur Unterstützung der Führung und Leitung des russischen Gesundheitswesens (EU/TACIS: ‘Support to Health Care Management in the Russian Federation’). Von 2001 bis 2004 war Thielmann an der Durchführung mehrerer internationaler Projekte zur Reformierung des russischen Gesundheitswesens beteiligt. Parallel dazu und danach widmete sich Thielmann seiner umfangreichen Publikations- und Vortragstätigkeit.
Thielmann sprach neben seiner Vatersprache Deutsch und Muttersprache Sorbisch fließend Englisch, Spanisch, Russisch sowie Französisch. Er war verheiratet und hatte sechs Kinder.